# Sulawesi Tengah

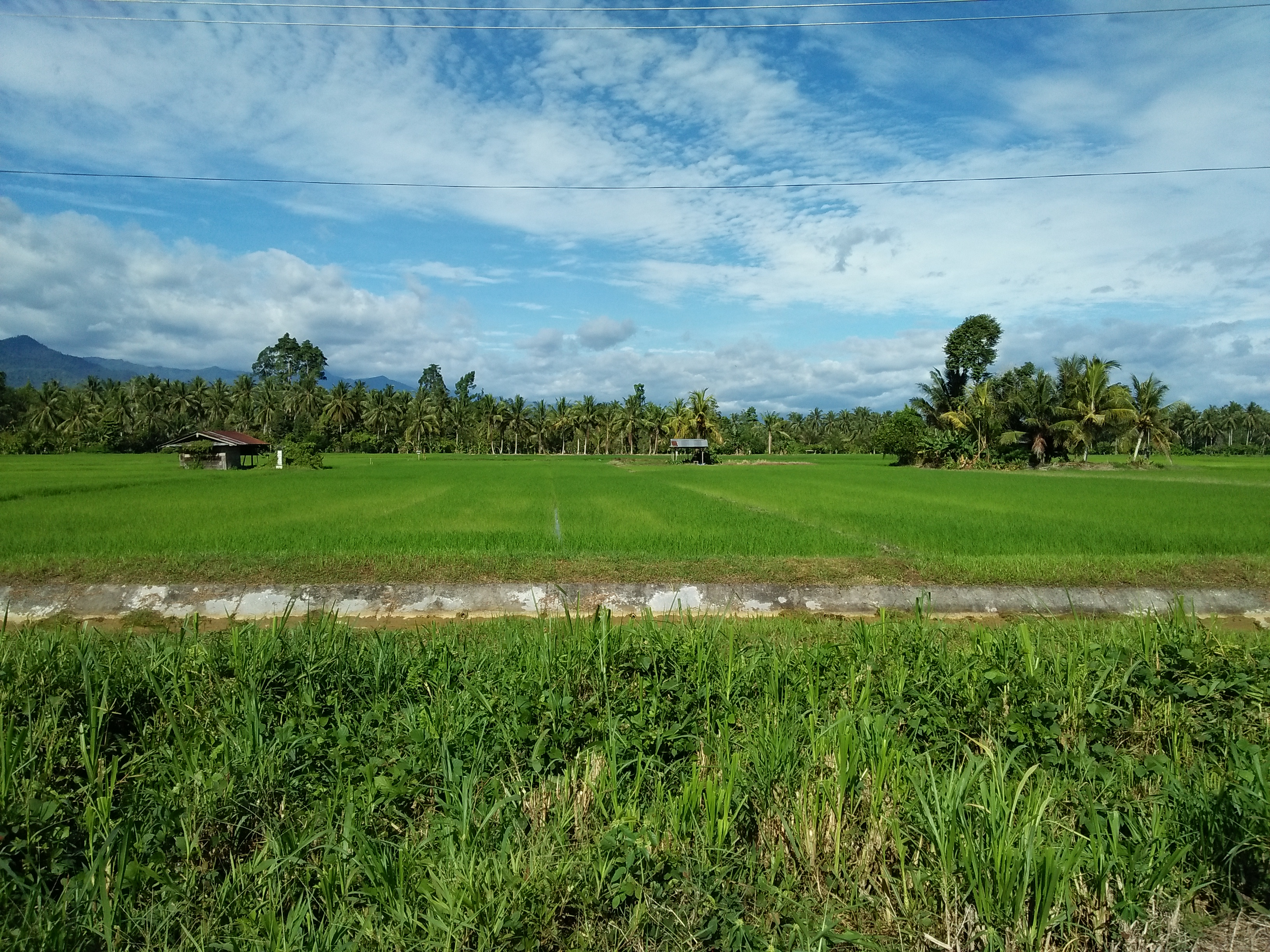
Reisfeld im Dorf Sausu (Kab. Parigi Moutong)

Sulawesi Tengah, deutsch Zentralsulawesi (früher Zentralcelebes), ist eine indonesische Provinz im nördlichen Teil der Insel Sulawesi.

## Geographie
Die Provinz beherrscht ein Drittel der Region Sulawesi und ist damit deren größte (33,08 %). Innerhalb der 38 Verwaltungseinheiten 1. Ordnung (36 Provinzen und zwei Sonderstädte) bedeutet dies Platz 11.

Die gebirgige Oberfläche der Provinz ist verantwortlich für eine starke ethnische Aufsplitterung der Bevölkerung und für die geringe Bevölkerungsdichte. Abseits der Küstenebenen sind die Verkehrswege schlecht ausgebaut und tragen zur Isolation ganzer Landstriche bei, insbesondere auf der östlichen Halbinsel.

### Lage
Sulawesi Tengah liegt im Norden der Insel Sulawesi und besteht hauptsächlich aus zwei Teilen, der etwa 300 Kilometer langen Halbinsel im Südosten der Provinz und der westliche Teil der nördlichen Halbinsel, die im Osten an die Provinz Gorontalo grenzt. Seegrenzen sind die Celebessee im Norden, die Straße von Makassar im Westen und der Tomini (bzw. die Bucht von Tolo), der von den beiden markante Halbinseln eingeschlossen wird. Weitere Landgrenzen bestehen im Südwesten mit Sulawesi Barat, im Süden mit der bevölkerungsreichsten Provinz Sulawesi Selatan sowie im Südosten mit der Provinz Sulawesi Tenggara. Zur Provinz gehören 1.572 Inseln, die meisten werden verwaltungstechnisch dem Bezirk Tojo Una Una zugeordnet. Die Grupper der Togian- und Banggai-Inseln sind die bekannteste Inselgruppen der Provinz. Höchster Berg ist der Gunung Nokilalaki (3.311 m) im Bezirk Sigi, längster Fluss mit 1.053 km der Bongka (Bezirk Tojo Una-Una).

### Grenzpunkte
Die Provinz erstreckt sich beidseits des Äquators und besitzt folgende äußere Grenzpunkte:
| Richtung | Kode | Kab.          | Kec.               | Desa            | Koordinaten          |
| -------- | ---- | ------------- | ------------------ | --------------- | -------------------- |
| N        |      | Toli Toli     | Toli-Toli Utara    | Pulau Dolangon0 | 001°22′27,41″ n. Br. |
| O        |      | Banggai Laut0 | Bokan Kepulauan    | Sonit           | 124°10′53,07″ ö. L.  |
| S        |      | Morowali      | Menui Kepulauan    | Morompaitonga   | 003°38′26,03″ s. Br. |
| W        |      | Donggola      | Balaesang Tanjung0 | Ketong          | 119°25′35,50″ ö. L.  |

## Verwaltungsgliederung

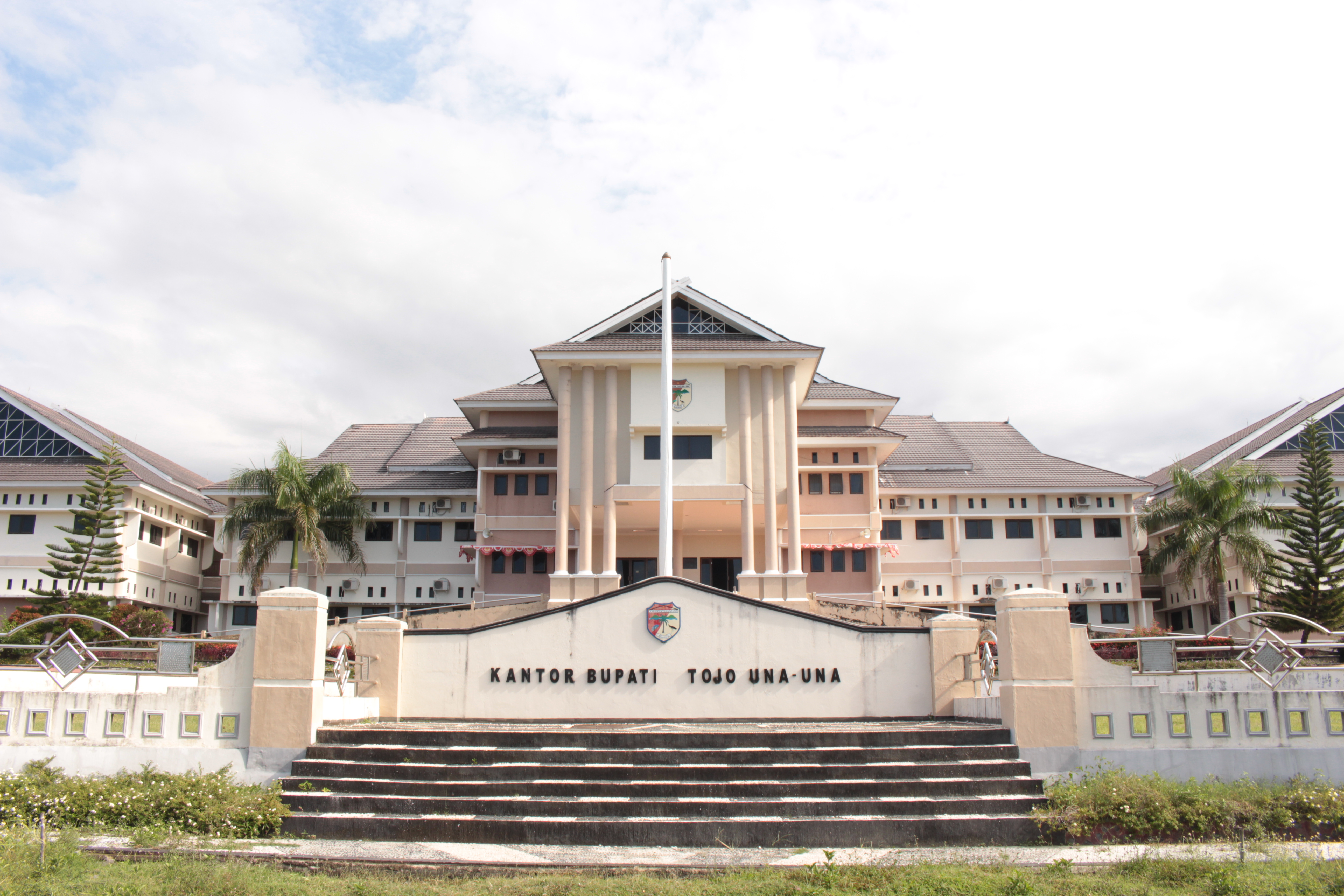
Das Verwaltungszentrum des Bezirks Tojo Una-Una

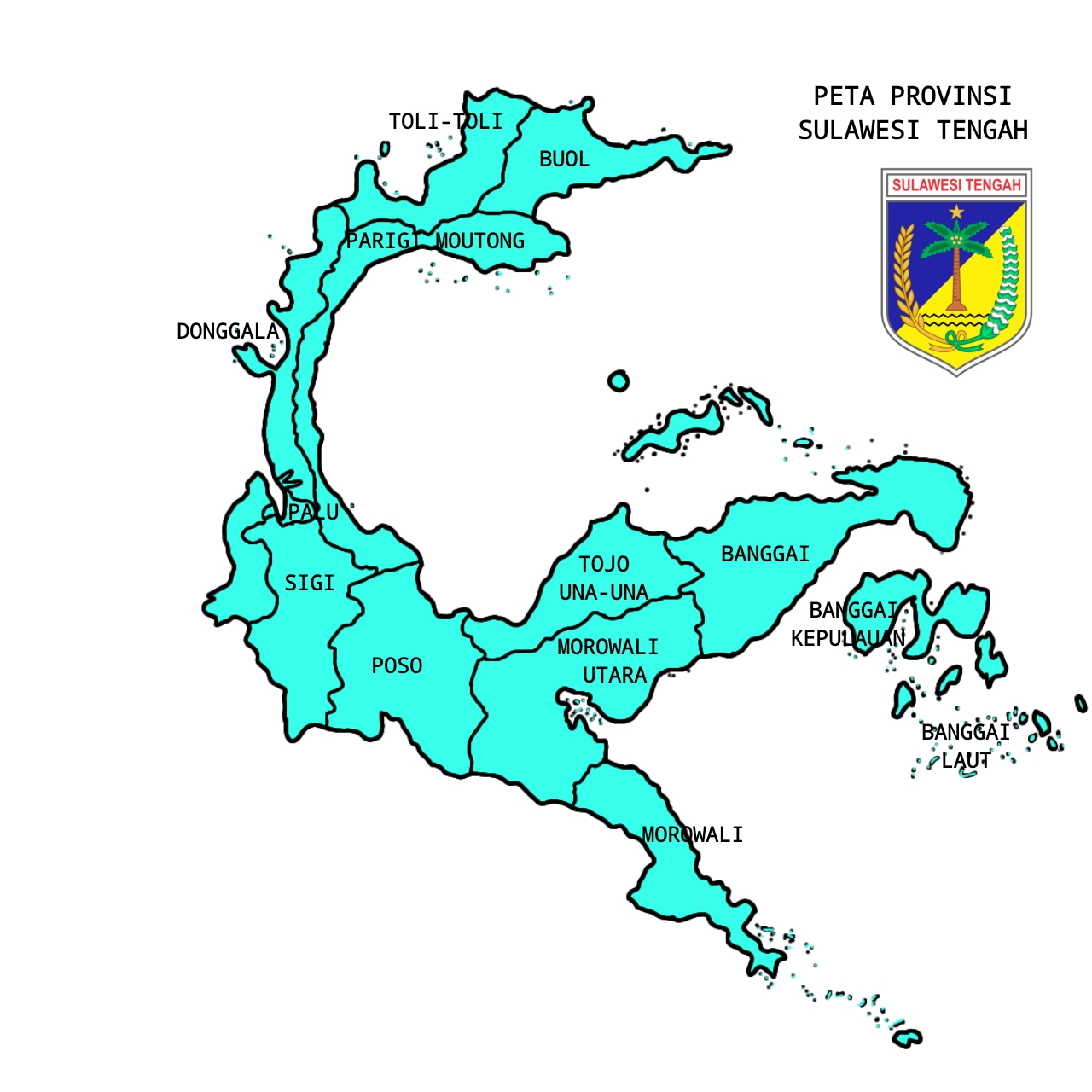
Die Grenzen der Kabupaten

Die Provinz Sulawesi Tengah gliedert sich in 12 Regierungsbezirke (Kabupaten) und die autonome Stadt (Kota) Palu. Eine weitere Untergliederung erfolgt in 175 Distrikte (Kecamatan). Diese gliedern sich in 2.017 Dörfer (indonesisch Desa), von denen 175 als Kelurahan einen städtischen Charakter besitzen
| Code 1) | Wappen | Kabupaten / Kota Regierungsbezirk / Stadt | Ibu Kota Regierungssitz              | Lage                                 | Fläche (km²) | Anzahl d. Verwaltungseinh. | Anzahl d. Verwaltungseinh. | Anzahl d. Verwaltungseinh. | Bevölkerung am Zensustag | Bevölkerung am Zensustag | Dichte (Einw./km²) |
| Code 1) | Wappen | Kabupaten / Kota Regierungsbezirk / Stadt | Ibu Kota Regierungssitz              | Lage                                 | Fläche (km²) | Kec. 2)                    | Desa 3                     | Kel. 4)                    | 2010 5)                  | 2020 6)                  | Dichte (Einw./km²) |
| ------- | ------ | ----------------------------------------- | ------------------------------------ | ------------------------------------ | ------------ | -------------------------- | -------------------------- | -------------------------- | ------------------------ | ------------------------ | ------------------ |
| 72.01   |        | Banggai                                   | Luwuk                                |                                      | 9.672,70     | 23                         | 291                        | 46                         | 323.626                  | 362.275                  | 37,5               |
| 72.02   |        | Poso                                      | Poso Kota                            |                                      | 7.112,25     | 19                         | 142                        | 28                         | 209.228                  | 244.875                  | 34,4               |
| 72.03   |        | Donggala                                  | Banawa                               |                                      | 4.275,08     | 16                         | 158                        | 9                          | 277.620                  | 300.436                  | 70,3               |
| 72.04   |        | Toli Toli                                 | Baolan                               |                                      | 4.079,77     | 10                         | 103                        | 6                          | 211.296                  | 225.154                  | 55,2               |
| 72.05   |        | Buol                                      | Biau                                 |                                      | 4.043,57     | 11                         | 108                        | 7                          | 132.330                  | 145.254                  | 35,9               |
| 72.06   |        | Morowali                                  | Bungku                               |                                      | 3.037,04     | 9                          | 126                        | 7                          | 206.322                  | 161.727                  | 53,3               |
| 72.07   |        | Banggai Kepulauan                         | Salakan                              |                                      | 2.488,79     | 12                         | 141                        | 3                          | 171.627                  | 120.142                  | 48,3               |
| 72.08   |        | Parigi Moutong                            | Parigi                               |                                      | 5.089,91     | 23                         | 278                        | 5                          | 413.588                  | 440.015                  | 86,4               |
| 72.09   |        | Tojo Una Una                              | Ampana                               |                                      | 5.721,15     | 12                         | 134                        | 12                         | 137.810                  | 163.829                  | 28,6               |
| 72.10   |        | Sigi                                      | Bora                                 |                                      | 5.196,02     | 15                         | 176                        | –0                         | 215.030                  | 257.585                  | 49,6               |
| 72.11   |        | Banggai Laut                              | Banggai                              |                                      | 725,67       | 7                          | 63                         | 3                          | –00                      | 70.435                   | 97,1               |
| 72.12   |        | Morowali Utara                            | Kolonodale                           |                                      | 10.004,28    | 10                         | 122                        | 3                          | –00–00                   | 120.789                  | 12,1               |
| 72.71   |        | Palu                                      | Kota Palu                            |                                      | 395,06       | 8                          | –00                        | 46                         | 336.532                  | 373.218                  | 944,7              |
| 72      |        | Provinsi S u l a w e s i T e n g a h      | Provinsi S u l a w e s i T e n g a h | Provinsi S u l a w e s i T e n g a h | 61.841,29    | 175                        | 1.842                      | 175                        | 2.635.009                | 2.985.734                | 48,3               |

## Geschichte
Der Islam erreichte die Region im 17. Jahrhundert, die niederländische Kolonialherrschaft etablierte sich im 18. Jahrhundert. Damit begann auch die protestantische Missionierung der Bevölkerung, die dazu führte, dass heute etwas mehr als ein Viertel der Bevölkerung Protestanten sind, einer der höchsten Werte in ganz Indonesien. Im Zweiten Weltkrieg war sie japanisch besetzt, nach der Unabhängigkeit Indonesiens (1949) gehörte die Region zur Provinz Sulawesi.

### Verwaltungsgeschichte
Die 1950 gebildete Provinz Sulawesi wird 1961 (Gesetz Nr. 47) in die beiden Provinzen Sulawesi Utara-Tengah und Sulawesi Selatan-Tenggara getrennt. Durch das Gesetz Nr. 13 wird 1964 erstgenanntere in die Provinzen Sulawesi Utara und Sulawesi Tengah aufgespalten. Bei Gründung besteht die Provinz Sulawesi Tengah aus vier Regierungsbezirken (Kabupaten): Banggai, Poso, Donggala und Buol Toli-Toli.
Die Anzahl der Kabupaten stieg durch Abtrennung von Distrikten und Dörfern von den bereits vorhandenen wie folgt:

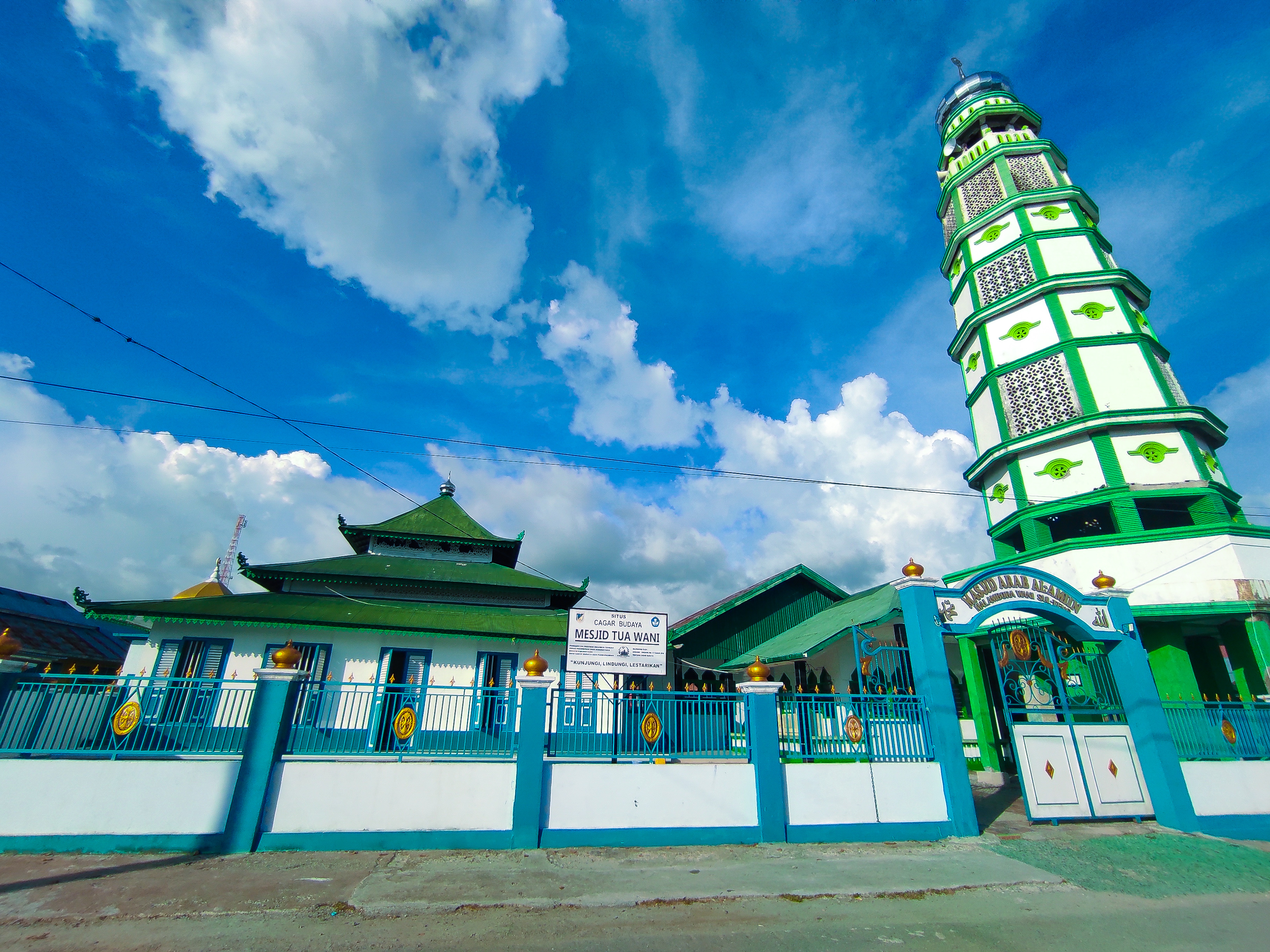
Die Wani Al Amin Moschee in Donggala wurde während des Tsunami von 2018 beschädigt.

| Kabupaten           | abgetrennt vom         | Anzahl der Untereinheiten | Gesetz (Nr./Jahr) |
| ------------------- | ---------------------- | ------------------------- | ----------------- |
| Kota Palu           | Kab. Donggala          | 8 Desa                    | 04/1994           |
| Buol                | Kab. Buol Toli-Toloi   | 5 Kecamatan               | 51/1999           |
| Morowali            | Kab. Poso              | 8 Kecamatan               | 51/1999           |
| Banggai Kepulauan00 | Kab. Banggai           | 7 Kecamatan               | 51/1999           |
| Parigi Moutong      | Kab. Donggola          | 6 Kecamatan               | 10/2002           |
| Tojo Una            | Kab. Poso              | 8 Kecamatan               | 32/2003           |
| Sigi                | Kab. Donggala          | 15 Kecamatan              | 27/2008           |
| Banggai Laut        | Kab. Banggai Kepulauan | 7 Kecamatan               | 05/2013           |
| Morowali Utara      | Kab. Morowali          | 9 Kecamatan               | 12/2013           |

### Erdbeben und Tsunami am 28. September 2018
An diesem Tag wurde die Landenge in der Mitte der Provinz und deren nähere Umgebung von einem knappen Dutzend Erdbeben der Stärken 5,0 bis 7,7 heimgesucht. Vor der Westküste der Insel entwickelte sich ein Tsunami, der im Hafen Palu katastrophal anlandete. Es entstanden durch diese Ereignisse erhebliche Sach- und Personenschäden.

## Demographie
Hinsichtlich der Bevölkerung belegt Sulawesi Tengah hinter Sulawesi Selatan den zweiten Platz innerhalb der Region (15,38 % anteilig), unter allen 38 Provinzen bedeutet dies Rang 21. Die Bevölkerungsdichte von 52,3 Einw. je km² beträgt in etwa die Hälfte des Regionswertes von 112,4. Damit ist sie die am dünnsten besiedelte Provinz der Region Sulawesi und belegt Platz 26 landesweit.
Der Anteil der einzigen autonomen Stadt beträgt flächenmäßig 0,58 Prozent, in Hinsicht auf die Bevölkerung 12,28 Prozent. 

### Soziale Daten 2020
| Merkmal                                                             | Prov. Sulawesi Tengah | 0Indonesien0   |
| ------------------------------------------------------------------- | --------------------- | -------------- |
| Bevölkerung unterhalb der Armutsgrenze (Tsd.)00                     | 398,73                | 26.424,02      |
| Anteil der „armen Bevölkerung“ (indonesisch Penduduk miskin) (%)000 | 012,92                | 009,78         |
| Arbeitslosenrate (%)                                                | 003,18                | 007,07         |
| Lebenserwartung bei der Geburt (Jahre)                              | 068,69                | 071,47         |
| HDI-Index                                                           | 069,55                | 071,94         |
| Analphabetenrate (in %, 15+ J.)                                     | 001,76                | 004,00         |
| Anteil der Altersgruppen                                            | 0Real0                | 00.Prozentual0 |
| Kinder (<15 J.)                                                     | 0.706.0420            | 23,65          |
| arbeitsfähige Bevölkerung (15–64 J.)                                | 2.104.7080            | 70,49          |
| Rentner und Pensionäre (>65 J.)                                     | 0.174.9840            | 05,86          |

### Religion
Die gebirgige Oberfläche der Provinz ist verantwortlich für eine starke ethnische Aufsplitterung der Bevölkerung und für die geringe Bevölkerungsdichte. Abseits der Küstenebenen sind die Verkehrswege schlecht ausgebaut und tragen zur Isolation ganzer Landstriche bei, insbesondere auf der östlichen Halbinsel. Religiös getönte, bürgerkriegsähnliche Spannungen herrschen zeitweise im Regierungsbezirk Poso.
Nachfolgende Tabelle gibt Auskunft über die Verteilung der Religionen mit Stand Ende 2024. Detaillierte Angaben über die Klassifizierung nach Verwaltungseinheiten liegen nur für die benutzten Gebäude vor.

| Religion       | Anhänger  | Anteil in % | benutzte Gebäude (2020)       |
| -------------- | --------- | ----------- | ----------------------------- |
| Islam          | 2.521.437 | 79,16       | 3.710 Moscheen, 1.268 Mushola |
| Kristen        | 513.409   | 16,12       | 2.199 Kirchen                 |
| Katholik       | 29.364    | 0,92        | 181 Kirchen                   |
| Hindu          | 113.161   | 3,55        | 236 Tempel                    |
| Buddha         | 4.187     | 0,13        | 20 Klöster                    |
| Konfuzionisten | 22        | <0,01       | 20 Klöster                    |
| Kepercayaan    | 3.550     | 0,11        | 20 Klöster                    |

| Aktuelle Religionsverteilung                                         |           |          |
| Religion                                                             | Anzahl    | Anteil % |
| Moslems                                                              | 2.533.063 | 79,230   |
| Protestanten                                                         | 517.077   | 16,170   |
| Katholiken                                                           | 029.842   | 0,930    |
| Hindu                                                                | 109.208   | 3,420    |
| Buddhisten                                                           | 4.199     | 0,130    |
| Konfuzionisten                                                       | 20        | <0,010   |
| Kepercayan*                                                          | 20        | <0,010   |
| * „Glaube an den allmächtigen Gott“ (Kepercayaan terhadap Tuhan YME) |           |          |

Die meisten Kirchen standen 2020 im Kab. Poso (457 prot., 26 kath.)
Datenquelle:Karte der Religionsverteilung

### Geschlechterverteilung
| Jahr                                                                            | Gesamt- Bevölkerung | Männer        | %             | Frauen        | %             | Sex Ratio     |
| 19711                                                                           | 913.662             | 467.166       | 51,13         | 446.496       | 48,87         | 104,63        |
| 19801                                                                           | 1.289.635           | 655.285       | 50,81         | 624.350       | 48,41         | 104,95        |
| 19852                                                                           | 1.510.957           | 772.848       | 51,15         | 738.109       | 48,85         | 104,71        |
| 19901                                                                           | 1.711.327           | 877.039       | 51,25         | 834.288       | 48,75         | 105,12        |
| 19952                                                                           | 1.938.071           | keine Angaben | keine Angaben | keine Angaben | keine Angaben | keine Angaben |
| 20001                                                                           | 2.175.993           | 1.113.212     | 51,16         | 1.062.781     | 48,84         | 104,75        |
| 20052                                                                           | 2.294.841           | keine Angaben | keine Angaben | keine Angaben | keine Angaben | keine Angaben |
| 20101                                                                           | 2.635.009           | 1.350.844     | 51,27         | 1.284.165     | 48,73         | 105,19        |
| 20152                                                                           | 2.872.857           | 1.467.651     | 51,09         | 1.405.206     | 48,91         | 104,44        |
| 20201                                                                           | 2.985.734           | 1.534.706     | 51,40         | 1.451.028     | 48,60         | 105,77        |
| 20223                                                                           | 3.099.717           | 1.590.279     | 51,30         | 1.509.438     | 48,70         | 105,36        |
| 20233                                                                           | 3.154.499           | 1.618.453     | 51,31         | 1.536.046     | 48,69         | 105,36        |
| 20243                                                                           | 3.219.494           | 1.652.891     | 51,34         | 1.566.603     | 48,66         | 105,51        |
| 1Volkszählung, 2SUPAS (Inter Census), 3Bevölkerungsfortschreibung am Jahresende |                     |               |               |               |               |               |

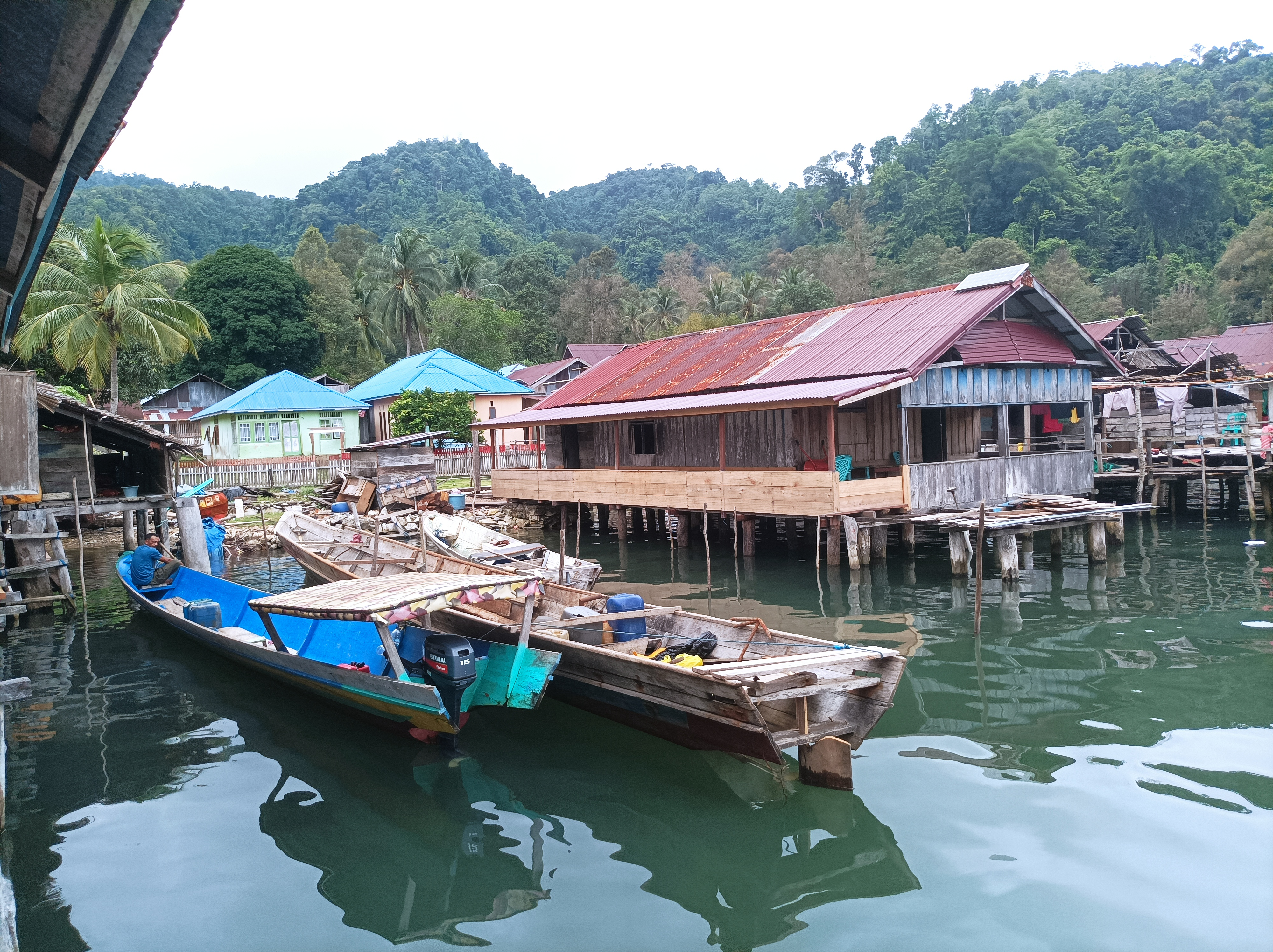
Fischerdorf mit Pfahlhäusern im Bezirk Morowali Utara

Von der Gesamtbevölkerung waren Ende 2024 47,79 (37,74) % ledig; 46,47 (55,41) % verheiratet; 1,47 (1,75) % geschieden und 4,27 (5,10) % verwitwet. Die geklammerten kursiven Zahlen geben den Anteil bezogen auf die Bevölkerung ab 10 Jahre an (2.700.127).

### Aktuelle Daten der Bevölkerungsfortschreibung
Nachfolgende Tabelle gibt den Einwohnerstände zum Zensus 2000, 2010 und 2020 sowie Die Jahresendstände Jahresende 2021 bis 2024 wieder. Neben den Volkszählungsdaten wurden Ergebnisse der Fortschreibung durch die örtlichen Einwohnermeldeämter (Zivilregistrierungsbüros, Disdukcapil, indonesisch Dinas Kependudukan dan Pencatatan Sipil) verwendet. Der aktuelle Stand kann in einer interaktiven Karte abgerufen werden.

| Kabupaten Kota          | Zensusdaten | Zensusdaten | Zensusdaten | Zensusdaten | Zensusdaten | Jahresende | Jahresende | Jahresende | Ende 2024 | Ende 2024 | Ende 2024 | Ende 2024     | Ende 2024        | Ende 2024    |
| Kabupaten Kota          | 2000        | 2010        | 2020        | Männer      | Frauen      | 2021       | 2022       | 2023       | Gesamt    | Männer    | Frauen    | Fläche km² 8) | Dichte Einw./km² | Sex Ratio 9) |
| ----------------------- | ----------- | ----------- | ----------- | ----------- | ----------- | ---------- | ---------- | ---------- | --------- | --------- | --------- | ------------- | ---------------- | ------------ |
| Banggai                 | 271.725     | 323.626     | 362.275     | 185.057     | 177.218     | 369.603    | 370.518    | 373.336    | 377.804   | 191.889   | 185.915   | 8.252,88      | 45,78            | 103,21       |
| Poso                    | 232.765     | 209.228     | 244.875     | 126.636     | 118.239     | 248.897    | 249.582    | 251.473    | 253.350   | 130.653   | 122.697   | 7.545,93      | 33,57            | 106,48       |
| Donggala                | 732.126     | 277.620     | 300.436     | 154.819     | 145.617     | 306.720    | 309.144    | 313.482    | 318.613   | 163.846   | 154.767   | 5.126,59      | 62,15            | 105,87       |
| Tolitoli                | 173.525     | 211.296     | 225.154     | 115.056     | 110.098     | 230.204    | 233.997    | 238.397    | 242.783   | 124.099   | 118.684   | 3.700,37      | 65,61            | 104,56       |
| Buol                    | 98.005      | 132.330     | 145.254     | 74.624      | 70.630      | 151.284    | 155.349    | 158.421    | 162.273   | 83.257    | 79.016    | 3.723,58      | 43,58            | 105,37       |
| Morowali                | 160.797     | 102.228     | 161.727     | 89.174      | 72.553      | 166.585    | 175.323    | 183.957    | 198.968   | 106.590   | 92.378    | 4.486,89      | 44,34            | 115,38       |
| Kab. Banggai Kepulauan0 | 141.175     | 109.364     | 120.142     | 60.957      | 59.185      | 124.070    | 125.030    | 127.834    | 130.008   | 65.973    | 64.035    | 2.385,07      | 54,51            | 103,03       |
| Parigi Moutong          | —0          | 413.588     | 440.015     | 225.888     | 214.127     | 451.493    | 452.696    | 457.031    | 461.576   | 235.958   | 225.618   | 5.805,61      | 79,51            | 104,58       |
| Tojo Una-Una            | —0          | 137.810     | 163.829     | 84.231      | 79.598      | 166.431    | 167.746    | 171.340    | 173.534   | 89.092    | 84.442    | 5.572,86      | 31,14            | 105,51       |
| Sigi                    | —0          | 215.030     | 257.585     | 132.317     | 125.268     | 258.690    | 262.159    | 267.798    | 273.460   | 140.141   | 133.319   | 5.225,44      | 52,33            | 105,12       |
| Banggai Laut            | —0          | 62.263      | 70.435      | 35.593      | 34.842      | 73.642     | 74.920     | 76.601     | 77.830    | 39.279    | 38.551    | 688,15        | 113,10           | 101,89       |
| Morowali Utara          | —0          | 104.094     | 120.789     | 62.965      | 57.824      | 130.278    | 144.489    | 148.274    | 154.004   | 83.888    | 70.116    | 8.736,01      | 17,63            | 119,64       |
| Kota Palu               | 269.083     | 336.532     | 373.218     | 187.389     | 185.829     | 373.858    | 378.764    | 386.555    | 395.291   | 198.226   | 197.065   | 356,35        | 1.109,27         | 100,59       |
| Sulawesi Tengah         | 2.079.201   | 2.635.009   | 2.985.734   | 1.534.706   | 1.451.028   | 3.099.717  | 3.051.755  | 3.154.499  | 3.219.494 | 1.652.891 | 1.566.603 | 61.605,72     | 52,26            | 105,51       |

## Wirtschaft
Aufgrund ihrer Isolation zählt die Provinz zu den wirtschaftlich rückständigsten von ganz Indonesien. Der einzig größere Wirtschaftszweig ist die Holzindustrie. In der Gebirgsregion südlich der Hauptstadt Palu befindet sich der Lore Lindu-Nationalpark, ein bedeutender Rückzugsraum der endemischen Flora und Fauna des Wallacea-Gebiets biologischer Vielfalt. In den letzten Jahren hat sich der Anbau von Kakao stark ausgebreitet.